# Portkod 1321
Portkod 1321 (första säsongen) och Portkod 1525 (andra säsongen) är en webbserie som hade premiär i SVT Play.

## Handling
Serien handlar om Agnes och Steph, två 16-åriga tjejer. Deras sommar kantas av både glädje och besvikelse och får dem att till slut landa i en del värdefulla insikter. De lär sig var deras egna gränser går och hittar till sin självrespekt.
Agnes mamma är artist och ska åka på turné i Europa hela sommaren. Hon har nyligen inlett ett förhållande med Stephs pappa varpå han ska följa med på turnén. Då Stephs pappa har hyrt ut deras lägenhet över sommaren ska hon bo hos Agnes och hennes 10 år gamla syster Bill. Till en början drar inte flickorna jämnt, men sedan träffar de "bandet" ett gäng killar i 20-årsåldern. Steph blir involverad med Knutte som bara tänker på en sak. Agnes förälskar sig genast i bandets sångare, Hannes. Problemet är att han redan har en flickvän, modebloggaren Evve.
I säsong 2 har tjejerna blivit tre år äldre och ska denna sommaren ta studenten. Steph går igenom en tragedi men berättar inget för någon. Istället väljer hon att glömma allt genom att festa. Agnes träffar bloggaren Ola och ljuger om vem hon egentligen är. 

## Medverkande
- Fanny Klefelt - Agnes  (Säsong 1+2)
- Happy Jankell - Steph (Säsong 1+2)
- Freddy Åsblom - Knutte (Säsong 1)
- Marcus Hasselborg - Hannes (Säsong 1+2)
- Valter Skarsgård - Igor (Säsong 1+2)
- Hedda Stiernstedt - Evve (Säsong 1+2)
- Nils Magnusson - Danne
- Marianne Scheja - Agnes mamma (Säsong 1+2)
- Wille Crafoord - Stephs pappa (Säsong 1+2)
- Adam Pålsson - Ola Björck (Säsong 2)
- Thomas Hanzon - Agnes pappa (Säsong 2)

## Sändningar
Första säsongen hade premiär i oktober 2012 och bestod av tio avsnitt som visades i SVT Play en gång i veckan under oktober och november 2012. I oktober 2013 kom beskedet att en ny säsong skulle spelas in under våren 2014 och visas hösten 2014. 9–23 november 2013 sände SVT hela första säsongen i repris uppdelat i tre omgångar i SVT1. Andra säsongen hade premiär den 7 oktober 2014 och består av 8 avsnitt.
Efter andra säsongen anordnade SVT en namninsamling med uppmaning till allmänheten att motivera för SVT varför det borde bli en tredje säsong.
SVT hoppades kunna sälja serien utomlands, men tvingades först att byta ut musiken.

## Avsnitt
| Avsnitt (totalt) | Avsnitt (säsong) | Titel         | Regissör | Skriven av | Datum      |
| ---------------- | ---------------- | ------------- | -------- | ---------- | ---------- |
| 11               | 1                | Valborg       |          |            | 2014-10-07 |
| 12               | 2                | Flytta        |          |            | 2014-10-14 |
| 13               | 3                | Arton         |          |            | 2014-10-21 |
| 14               | 4                | Komma in      |          |            | 2014-10-28 |
| 15               | 5                | Luckiest girl |          |            | 2014-11-04 |
| 16               | 6                | Komma         |          |            | 2014-11-11 |
| 17               | 7                | Spåra         |          |            | 2014-11-18 |
| 18               | 8                | Utspring      |          |            | 2014-11-25 |